# A Girl's Stratagem
A Girl's Stratagem é um filme mudo do gênero dramático estadunidense em curta-metragem de 1913, dirigido por D. W. Griffith e Frank Powell.

## Elenco
- Mae Marsh
- Charles West
- Lionel Barrymore
- Kate Bruce
- Harry Carey
- Dell Henderson
- W. Chrystie Miller
- Alfred Paget